# Keihan Denki Tetsudō
Die Keihan Denki Tetsudō (japanisch 京阪電気鉄道株式会社, Keihan Denki Tetsudō kabushiki-gaisha) ist ein privates japanisches Eisenbahnunternehmen, dessen Hauptlinie Osaka mit Kyōto verbindet. Eine weitere Linie ist in der Präfektur Shiga am Westrand des Biwa-Sees angelegt. Kurzformen für das Unternehmen sind Keihan (京阪), Keihan Dentetsu (京阪電鉄) und Keihan Densha (京阪電車).

## Streckennetz

Streckennetz

Das Streckennetz ist im Unterschied zu ehem. staatliche „Japan Railways“ in der Normalspur angelegt. Die Strecken sind die „Keihan Main Line“ (京阪本線) von Yodoyabashi (淀橋) bis Demachiyanagi (出町柳) 51,6 km, die „Katano Line“ (交野線) 6,9 km, die „Uji Line“ (宇治線) 7,8 km, die „Keishin Line“ (京津線) 7,5 km, die „Ishiyama Sakamoto Line“ (石山坂本線) 14,1 km, und die „Keihan Cable Line“ (京阪鋼索線, Keihan Kōsaku-sen) 0,4 km zum Iwashimizu Hachiman-gū. Die Gesamtzahl der Betriebskilometer beträgt 88,1 km.

## Geschichte
1906 erfolgte die Gründung der „Keihan Electric Railway“, die dann 1910 ihren Betrieb aufnahm mit der „Keihan Main Line“ (京阪本線) von Tenmanbashi (天満橋) in Osaka bis Gojō (五条) in Kyōto. 1943, gegen Ende des Zweiten Weltkriegs fusionierte das Unternehmen mit der „Hanshin Express Electric Railway“ (京阪神急行電鉄), der heutigen „Hankyū Dentetsu“, zur „Keihanshin Express Electric Railway“ (京阪神急行電鉄).
1949 wurde das Streckennetz ehemalige „Keihan Electric Railway“ wieder von der Gesellschaft getrennt und die heutige Gesellschaft gegründet. 1989 kam es zur Übernahme der „Kamogawa Electric Railway“ (鴨川電気鉄道) und Inbetriebnahme der Kamogawa-Line von Sanjō (三条) bis Demachiyanagi (出町柳). So verfügt die Gesellschaft über Linien, die die Präfekturen Osaka, Kyōto und Shiga verbinden.
Seit dem Zweiten Weltkrieg sind die Einnahmen des Unternehmens gewachsen, und zwar nicht nur durch den Eisenbahnbetrieb, sondern auch durch wirtschaftliche Aktivitäten entlang der Linien. Es entstanden Wohnbezirke, Kaufhäuser, Restaurants, Gasthäuser, kulturelle Einrichtungen und eine Vergnügungsindustrie. Dazu kommen Vermietungen und der Betrieb von Warenverteilsystemen sowie Bus-Linien. Die Einnahmen werden zur einen Hälfte aus dem Eisenbahn-Betrieb und zur anderen Hälfte aus den erwähnten Nebengeschäften erzielt.
Um die wachsenden Passagierzahlen zu bewältigen, vollendete das Unternehmen bereits 1988 ein vollständig dezentrales Verkehrskontrollsystem mit Glasfaserkabeln.